# ويلدريدينغس (باركشير)
ويلدريدينغس (بالإنجليزية: Wildridings)‏ هي قرية تقع في المملكة المتحدة في جنوب شرق إنجلترا.